# Ryder Cup 2008
De Ryder Cup 2008 werd gehouden van 19 tot en met 21 september op de Valhalla Golf Club in Louisville (Kentucky).
Het was de 37e editie van het golftoernooi waarbij een team uit de Verenigde Staten het in matchplaywedstrijden opneemt tegen een Europees team.
Paul Azinger was de captain van het Amerikaanse team, Nick Faldo voerde de Europeanen aan.
De opzet van het toernooi verschilde dit jaar iets van de vorige twee edities. Vrijdag- en zaterdagochtend werden foursomes gespeeld, waarbij de twee spelers van een team samen met één bal spelen. De ene spelers slaat op de even holes af en de andere speler op de oneven holes. Daarna slaan ze om beurten totdat de hole klaar is uitgespeeld.
De namiddagwedstrijden werden in fourball gespeeld, waarbij de twee spelers van het team ieder hun eigen bal spelen en enkel de beste score per hole telt voor het team.
Zondag werden de afsluitende 12 individuele wedstrijden gespeeld.
Het team dat als eerste 14,5 punten haalt is de winnaar van de Ryder Cup. De punten kunnen worden behaald bij overwinningen (1 punt) en bij gelijke spelen (0,5 punten). Bij een gelijke stand zou de winnaar van 2006, Europa, de Ryder Cup in zijn bezit hebben gehouden. Het Amerikaanse team won 16,5 tegen 11,5 van de Europeanen.

## Spelers
Elke ploeg bestaat uit twaalf spelers en een non-playing captain, de aanvoerder van het team die niet als speler deelneemt.

### Amerikaans team
| Team USA       |                   |                                                                                |
| Naam           | Wereld- ranglijst | Extra                                                                          |
| Paul Azinger   | -                 | niet spelende captain, eerdere deelname als speler in 1989, 1991, 1993 en 2002 |
| Phil Mickelson | 2                 | eerdere deelnames in 1995, 1997, 1999, 2002, 2004 en 2006                      |
| Stewart Cink   | 10                | eerdere deelnames in 2002, 2004 en 2006                                        |
| Kenny Perry    | 17                | eerdere deelname in 2004                                                       |
| Jim Furyk      | 9                 | eerdere deelnames in 1997, 1999, 2002, 2004 en 2006                            |
| Anthony Kim    | 11                | debutant                                                                       |
| Justin Leonard | 23                | eerdere deelnames in 1997 en 1999                                              |
| Ben Curtis     | 32                | debutant                                                                       |
| Boo Weekley    | 35                | debutant                                                                       |
| Steve Stricker | 8                 | debutant, gekozen door de captain                                              |
| Hunter Mahan   | 36                | debutant, gekozen door de captain                                              |
| J.B. Holmes    | 56                | debutant, gekozen door de captain                                              |
| Chad Campbell  | 57                | gekozen door de captain, eerdere deelnames in 2004 en 2006                     |

### Europees team
| Team Europe          |                   | |
| Naam                 | Wereld- ranglijst | Extra |
| Nick Faldo           | -                 | niet spelende captain, eerdere deelnames als speler in 1977, 1979, 1981, 1985, 1987, 1989, 1991, 1993, 1995 en 1997 |
| Pádraig Harrington   | 4                 | eerdere deelnames in 1999, 2002, 2004 en 2006                                                                       |
| Sergio García        | 5                 | eerdere deelnames in 1999, 2002, 2004 en 2006                                                                       |
| Lee Westwood         | 12                | eerdere deelnames in 1997, 1999, 2002, 2004 en 2006                                                                 |
| Henrik Stenson       | 6                 | eerdere deelname in 2006                                                                                            |
| Robert Karlsson      | 22                | eerdere deelname in 2006                                                                                            |
| Miguel Ángel Jiménez | 19                | eerdere deelnames in 1997 (assistent captain), 1999 en 2004                                                         |
| Graeme McDowell      | 30                | debutant |
| Justin Rose          | 14                | debutant |
| Søren Hansen         | 43                | debutant |
| Oliver Wilson        | 48                | debutant |
| Ian Poulter          | 28                | gekozen door de captain, eerdere deelname in 2004                                                                   |
| Paul Casey           | 38                | gekozen door de captain, eerdere deelnames in 2004 en 2006                                                          |

## Baan
Het golfterrein op de Valhalla Golf Club in het Amerikaanse Louisville werd ontworpen door Jack Nicklaus. De opening vond plaats in juni 1986. De baan bestaat uit 18 holes, heeft een par van 72 en een totale lengte van 7305 yards..
| Hole    | 1   | 2   | 3   | 4   | 5   | 6   | 7   | 8   | 9   | 10  | 11  | 12  | 13  | 14  | 15  | 16  | 17  | 18  | Totaal     |
| ------- | --- | --- | --- | --- | --- | --- | --- | --- | --- | --- | --- | --- | --- | --- | --- | --- | --- | --- | ---------- |
| Afstand | 450 | 535 | 210 | 355 | 465 | 420 | 600 | 165 | 420 | 560 | 170 | 470 | 350 | 215 | 440 | 510 | 425 | 545 | 7305 yards |
| Par     | 4   | 5   | 3   | 4   | 4   | 4   | 5   | 3   | 4   | 5   | 3   | 4   | 4   | 3   | 4   | 4   | 4   | 5   | 72         |

## Speelschema

### Vrijdag 19 september
| Aanvangstijd | Aanvangstijd | Wedstrijden                     |
| EST          | MEZT         | Wedstrijden                     |
| ------------ | ------------ | ------------------------------- |
| 08.05        | 14.05        | Vier wedstrijden foursomes play |
| 13.00        | 19.00        | Vier wedstrijden fourball play  |

### Zaterdag 20 september
| Aanvangstijd | Aanvangstijd | Wedstrijden                     |
| EST          | MEZT         | Wedstrijden                     |
| ------------ | ------------ | ------------------------------- |
| 08.05        | 14.05        | Vier wedstrijden foursomes play |
| 13.00        | 19.00        | Vier wedstrijden fourball play  |

### Zondag 21 september
| Aanvangstijd | Aanvangstijd | Wedstrijden                |
| EST          | MEZT         | Wedstrijden                |
| ------------ | ------------ | -------------------------- |
| 12.00        | 18.00        | Twaalf wedstrijden singles |

## Resultaten

### Vrijdag
| Foursomes                          |         |                             |
| Vlag van Europa                    | Score   | Vlag van Verenigde Staten   |
| Pádraig Harrington Robert Karlsson | halved  | Phil Mickelson Anthony Kim  |
| Paul Casey Henrik Stenson          | 3 & 2   | Justin Leonard Hunter Mahan |
| Justin Rose Ian Poulter            | 1 up    | Chad Campbell Stewart Cink  |
| Lee Westwood Sergio García         | halved  | Jim Furyk Kenny Perry       |
| 1                                  | Sessie  | 3                           |
| 1                                  | Overall | 3                           |

| Fourball                           |         |                             |
| Vlag van Europa                    | Score   | Vlag van Verenigde Staten   |
| Pádraig Harrington Graeme McDowell | 2 up    | Anthony Kim Phil Mickelson  |
| Ian Poulter Justin Rose            | 4 & 2   | Ben Curtis Steve Stricker   |
| Sergio García Miguel Ángel Jiménez | 4 & 3   | Justin Leonard Hunter Mahan |
| Søren Hansen Lee Westwood          | halved  | J.B. Holmes Boo Weekley     |
| 1,5                                | Sessie  | 2,5                         |
| 2,5                                | Overall | 5,5                         |

### Zaterdag
| Foursomes                            |         |                             |
| Vlag van Europa                      | Score   | Vlag van Verenigde Staten   |
| Justin Rose Ian Poulter              | 4 & 3   | Chad Campbell Stewart Cink  |
| Graeme McDowell Miguel Ángel Jiménez | halved  | Justin Leonard Hunter Mahan |
| Oliver Wilson Henrik Stenson         | 2 & 1   | Phil Mickelson Anthony Kim  |
| Pádraig Harrington Robert Karlsson   | 3 & 1   | Jim Furyk Kenny Perry       |
| 2,5                                  | Sessie  | 1,5                         |
| 5                                    | Overall | 7                           |

| Fourball                       |         |                             |
| Vlag van Europa                | Score   | Vlag van Verenigde Staten   |
| Søren Hansen Lee Westwood      | 2 & 1   | J.B. Holmes Boo Weekley     |
| Paul Casey Sergio García       | halved  | Ben Curtis Steve Stricker   |
| Graeme McDowell Ian Poulter    | 1 up    | Jim Furyk Kenny Perry       |
| Robert Karlsson Henrik Stenson | halved  | Hunter Mahan Phil Mickelson |
| 2                              | Sessie  | 2                           |
| 7                              | Overall | 9                           |

### Zondag
| Singles              |         |                           |
| Vlag van Europa      | Score   | Vlag van Verenigde Staten |
| Sergio García        | 5 & 4   | Anthony Kim               |
| Paul Casey           | halved  | Hunter Mahan              |
| Robert Karlsson      | 5 & 3   | Justin Leonard            |
| Justin Rose          | 3 & 2   | Phil Mickelson            |
| Henrik Stenson       | 3 & 2   | Kenny Perry               |
| Oliver Wilson        | 4 & 2   | Boo Weekley               |
| Søren Hansen         | 2 & 1   | J.B. Holmes               |
| Miguel Ángel Jiménez | 2 & 1   | Jim Furyk                 |
| Graeme McDowell      | 2 & 1   | Stewart Cink              |
| Ian Poulter          | 3 & 2   | Steve Sticker             |
| Lee Westwood         | 2 & 1   | Ben Curtis                |
| Pádraig Harrington   | 2 & 1   | Chad Campbell             |
| 4,5                  | Sessie  | 7,5                       |
| 11,5                 | Overall | 16,5                      |

1927 · 1929 · 1931 · 1933 · 1935 · 1937 · 1947 · 1949 · 1951 · 1953 · 1955 · 1957 · 1959 · 1961 · 1963 · 1965 · 1967 · 1969 · 1971 · 1973 · 1975 · 1977 · 1979 · 1981 · 1983 · 1985 · 1987 · 1989 · 1991 · 1993 · 1995 · 1997 · 1999 · 2002 · 2004 · 2006 · 2008 · 2010 · 2012 · 2014 · 2016 · 2018 · 2021 · 2023
Lijst van deelnemers · Junior Ryder Cup